# مايك كروس (ملحن)
مايك كروس (بالإنجليزية: Mike Cross)‏ هو ملحن ومغني ومغن مؤلف أمريكي، ولد في 25 أكتوبر 1946.

## وصلات خارجية
- الموقع الرسمي
- مايك كروس على موقع ميوزك برينز (الإنجليزية)
- مايك كروس على موقع ديسكوغز (الإنجليزية)